# Данські протоки

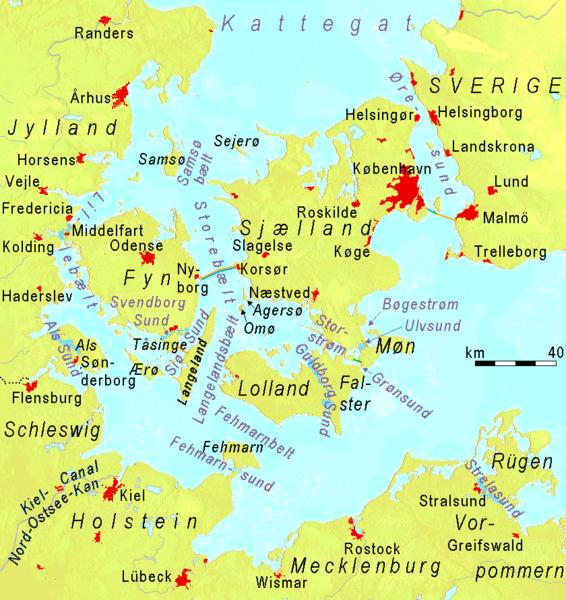
«Бельти» і «Зунди» в Данії і південній частині Балтійського моря

Данські протоки — система проток між Скандинавським та Ютландським півостровами. Включає протоки Малий Бельт (найменша ширина 0,5 км), Великий Бельт (3,7 км) та Ересунн (Зунд) (10,5 км), які через Каттегат (60 км) і Скагеррак (110 км) з'єднують Північне й Балтійське море. Данські протоки є провідним морським шляхом, що з'єднує порти Балтійського моря з портами світового океану.
І бельти, і зунди (Сунн) є протоками. Типову протоку між островами в цій акваторії звуть бельтом, вузьку та звивісту — зундом.
Острови у цих протоках:
- Альс:
  - Відокремлений від континенту Альсзундом
  - Відокремлений від острова Фюн на півдні Малим Бельтом, німецька назва (але не за данською) — Alsenbelt.

- Фемарн:
  - Відокремлений від континенту Фемарнзундом
  - Відокремлений від острова Фюн Фемарнбельтом.

- Лангеланн:
  - Відокремлений від острова Тасінг Сіе Зундом (Сіе Сунном) (Тасінг відокремлений від острова Фюн Свенденборг Зундом.)
  - Відокремлений від острова Лолланн Лангеланнбельтом, що є південною частиною Великого Бельта.

- Лолланн:
  - Відокремлений від Фальстеру Гульдборгзундом (Фальстер відокремлений від Зеландії протокою Сторстреммен)
  - Відокремлений від Лангеланну Лангеланнбельтом
  - Відокремлений від Фемарну Фемарнбельтом, який є продовженням Великого Бельта-Лангеланнбельт і Малого Бельта
- Зеландія

- - Відокремлений від Скандинавії Ересунном.
  - Відокремлений від острова Фюн Великим Бельтом

Не варто плутати протоки, що входять у цю систему, з Данською протокою.